# العلاقات الإيطالية الروسية
العلاقات الإيطالية الروسية هي العلاقات الثنائية التي تجمع بين إيطاليا وروسيا.

## مقارنة بين البلدين
هذه مقارنة عامة ومرجعية للدولتين:
| وجه المقارنة                                              | إيطاليا                                                  | روسيا                                   |
| --------------------------------------------------------- | -------------------------------------------------------- | --------------------------------------- |
| المساحة (كم2)                                             | 301.34 ألف                                               | 17.08 مليون                             |
| عدد السكان (نسمة)                                         | 60.60 مليون                                              | 146.80 مليون                            |
| الكثافة السكانية (ن./كم²)                                 | 201.1                                                    | 8.59                                    |
| العاصمة                                                   | روما، فلورنسا، تورينو                                    | موسكو                                   |
| اللغة الرسمية                                             | اللغة الإيطالية                                          | اللغة الروسية                           |
| العملة                                                    | يورو، ليرة إيطالية                                       | روبل روسي                               |
| الناتج المحلي الإجمالي (بليون دولار)                      | 1.93 تريليون                                             | 1.58 تريليون                            |
| الناتج المحلي الإجمالي (تعادل القوة الشرائية) بليون دولار | 2.26 تريليون                                             | 3.69 تريليون                            |
| الناتج المحلي الإجمالي الاسمي للفرد دولار أمريكي          | 29.96 ألف                                                | 9.09 ألف                                |
| الناتج المحلي الإجمالي للفرد دولار أمريكي                 | 35.46 ألف                                                |                                         |
| مؤشر التنمية البشرية                                      | 0.873                                                    | 0.798                                   |
| رمز المكالمات الدولي                                      | +39                                                      | +7                                      |
| رمز الإنترنت                                              | .it                                                      | .ru، .рф، .рус ‏، .su                    |
| المنطقة الزمنية                                           | توقيت وسط أوروبا، ت ع م+01:00، ت ع م+02:00، أوروبا/روما ‏ | Magadan Time ‏، ت ع م+02:00، ت ع م+12:00 |

## مدن متوأمة
في ما يلي قائمة باتفاقيات التوأمة بين مدن إيطالية وروسية:
- ترتبط تورينو مع سانت بطرسبرغ باتفاقية توأمة منذ 2012.[16][16][16][16]
- ترتبط ليفورنو مع نوفوروسيسك باتفاقية توأمة.
- ترتبط فيرارا مع كراسنودار باتفاقية توأمة منذ 1960.
- ترتبط كريمونا مع كراسنويارسك باتفاقية توأمة منذ 2006.
- ترتبط جرجنت مع بيرم باتفاقية توأمة.
- ترتبط ألساندريا مع ريازان باتفاقية توأمة منذ 2008.[17][18][19][20]
- ترتبط مسينة مع كرنشتات باتفاقية توأمة.
- ترتبط بيرغامو مع تفير باتفاقية توأمة منذ 1989.
- ترتبط كالياري مع كالينينغراد باتفاقية توأمة منذ 2011.
- ترتبط Rezzato [الإنجليزية]‏ مع بوغوروديتسك باتفاقية توأمة.
- ترتبط فورلي مع كالينينغراد باتفاقية توأمة منذ 1981.
- ترتبط البندقية مع سانت بطرسبرغ باتفاقية توأمة منذ 1 مايو 2010.[21]
- ترتبط بياتشنزا مع تولياتي باتفاقية توأمة منذ 2014.
- ترتبط كامبوباسو مع فلاديمير باتفاقية توأمة منذ 2010.
- ترتبط ريالمونتي مع بيرم باتفاقية توأمة.
- ترتبط Santa Vittoria in Matenano [الإنجليزية]‏ مع زفينيغورود باتفاقية توأمة.
- ترتبط لوريتو (ماركي) مع إيسترا باتفاقية توأمة.
- ترتبط فيرينتينو مع يكاترينبورغ باتفاقية توأمة.
- ترتبط سالسومادجوري تيرمي مع يالطا باتفاقية توأمة.
- ترتبط أوربينو مع قازان باتفاقية توأمة.
- ترتبط أنغياري مع فلاديمير باتفاقية توأمة.
- ترتبط كولينيو مع فولجسكي باتفاقية توأمة.
- ترتبط تشتانوفا مع آيفانغورود باتفاقية توأمة.
- ترتبط تروبيا مع زفينيغورود باتفاقية توأمة.
- ترتبط مدينة ميتروبوليتان جنوة مع ريازان باتفاقية توأمة منذ 15 مارس 1985.[22][23][24][25]
- ترتبط تيراتشينا مع سرغيايف بوساد باتفاقية توأمة.
- ترتبط مانتوفا مع بوشكين باتفاقية توأمة منذ 2005.
- ترتبط بوردينوني مع إيركوتسك باتفاقية توأمة.
- ترتبط أوليفانو رومانو مع فولغوغراد باتفاقية توأمة.
- ترتبط تارانتو مع موسكو باتفاقية توأمة منذ 1964.
- ترتبط بريشا مع محج قلعة باتفاقية توأمة منذ 1991.
- ترتبط ريميني مع سوتشي باتفاقية توأمة.
- ترتبط أورتونا مع فولغوغراد باتفاقية توأمة.
- ترتبط باليرمو مع سامارا باتفاقية توأمة منذ 2005.
- ترتبط جنوة مع ريازان باتفاقية توأمة منذ 6 نوفمبر 1990.[22][23][24][25]
- ترتبط ليكو مع مايتشي باتفاقية توأمة.
- ترتبط بوتسوولي مع يالطا باتفاقية توأمة.

## منظمات دولية مشتركة
يشترك البلدان في عضوية مجموعة من المنظمات الدولية، منها:
| علم المنظمة | اسم المنظمة                        | تاريخ انضمام إيطاليا | تاريخ انضمام روسيا |
| ----------- | ---------------------------------- | -------------------- | ------------------ |
|             | المنظمة الهيدروغرافية الدولية      | ?                    | ?                  |
|             | مجموعة العشرين                     | ?                    | 26 سبتمبر 1999     |
|             | منظمة الشرطة الجنائية الدولية      | ?                    | 27 سبتمبر 1990     |
|             | الاتحاد البريدي العالمي            | ?                    | ?                  |
|             | منظمة التجارة العالمية             | 1995                 | 22 أغسطس 2012      |
|             | الفريق المعني برصد الأرض           | ?                    | ?                  |
|             | مجموعة الموردين النوويين           | ?                    | ?                  |
|             | مؤسسة التنمية الدولية              | 24 سبتمبر 1960       | 16 يونيو 1992      |
|             | اتفاقية السماوات المفتوحة          | ?                    | ?                  |
|             | منظمة الأمن والتعاون في أوروبا     | 25 يونيو 1973        | 1992               |
|             | مؤسسة التمويل الدولية              | 27 ديسمبر 1956       | 12 أبريل 1993      |
|             | مجلس أوروبا                        | 5 مايو 1949          | 28 فبراير 1996     |
|             | منظمة حظر الأسلحة الكيميائية       | ?                    | ?                  |
|             | الأمم المتحدة                      | 14 ديسمبر 1955       | 24 أكتوبر 1945     |
|             | الاتحاد الدولي للاتصالات           | 1866                 | 1866               |
|             | البنك الدولي للإنشاء والتعمير      | 27 مارس 1947         | 16 يونيو 1992      |
|             | وكالة ضمان الاستثمار متعدد الأطراف | 29 أبريل 1988        | 29 ديسمبر 1992     |
|             | مجموعة الثماني                     | ?                    | 1998               |
|             | نظام تحكم تكنولوجيا القذائف        | 1987                 | 1995               |
|             | يونسكو                             | ?                    | 21 أبريل 1954      |

## أعلام
هذه قائمة لبعض الشخصيات التي تربطها علاقات بالبلدين:
- أورنيلا موتي (ممثلة إيطالية، 9 مارس 1955[34][35] – )
- إيغور نيتو (لاعب كرة قدم روسي، 9 يناير 1930[36] – 30 مارس 1999)
- إيفان زايتسيف (2 أكتوبر 1988 – )
- إيفان ليبراندي (17 يوليو 1790 – 9 مايو 1880)
- تاتيانا جاربين (لاعبة كرة مضرب إيطالية، 30 يونيو 1977 – )
- ريناتو كاشيوبولي (رياضياتي إيطالي، 20 يناير 1904 – 8 مايو 1959)
- فالنتين بيانكي (18 فبراير 1857 – 10 يناير 1920)
- فرانكا سوزاني (صحفية إيطالية، 20 يناير 1950[37] – 22 ديسمبر 2016)
- كارلا سوزاني (صحفية إيطالية، 29 يونيو 1947 – )
- كارلو مارتلو أنجو (15 سبتمبر 1271 – 12 أغسطس 1295)
- ميكايل تسيفت (14 مايو 1872[38] – 26 يونيو 1919[38])

## وصلات خارجية
- موقع وزارة الخارجية الإيطالية
- موقع وزارة الخارجية الروسية